# Tina Powileit
Tina Powileit (geboren als Christina Powileit 1959 in Berlin) ist eine deutsche Rock-Schlagzeugerin. Sie war eine der ersten Frauen der DDR an diesem Instrument und Gründungsmitglied der ersten DDR-Frauenrockband Mona Lise. Nach der Wende wurde sie Schlagzeugerin in der Band Die Seilschaft von Liedermacher Gerhard Gundermann.

## Leben und Wirken

### DDR
Tina Powileit wuchs in Berlin auf. Als Schülerin war sie im Reitsport aktiv und strebte aufgrund ihres Talents eine sportliche Laufbahn an, wofür sie sechs Tage pro Woche trainierte, u. a. für die DDR-Damen-Meisterschaften.
Weil eine Schulfreundin sie zu einer Musikprobe mitnahm, entdeckte sie die Liebe zum Schlagzeug eher zufällig. Sie hatte als Schülerin drei Jahre Akkordeon gelernt. Fortan nahm sie im Kulturhaus Berlin-Treptow Unterricht bei Klaus Selmke, Schlagzeuger der Rockband City. Auf Anraten von Selmke nahm Tina Powileit vier Jahre lang Schlagzeug-Unterricht in der Musikschule Friedrichshain. Später studierte sie an der Musikhochschule in Dresden.
Nach Abschluss der regulären Schulzeit absolvierte Tina Powileit eine Lehre als Wirtschaftskauffrau und arbeitete auch für kurze Zeit im Beruf. Parallel spielte sie Schlagzeug in einem Frauenorchester, danach in der Frauenband Femini, gemeinsam mit der Bassistin Manuela Rehberg, mit der sie schon zuvor zur Schule gegangen war. Das Bandprojekt wurde im Film Femini – Rockband aus Berlin dokumentiert.
Der Manager der Rockband Pankow, Wolfgang Schubert, inspirierte 1982 die Gründung der Frauenrockband Mona Lise, zu der Tina Powileit die Idee für den Namen beisteuerte. Die Frauenrockband supportete mangels eigener Liveauftritte über einen längeren Zeitraum die Rockband Pankow und erhielt damit Auftrittsmöglichkeiten. In den Wendetagen 1989/1990 löste sich die Band aus persönlichen Gründen auf.
1987 debütierte Tina Powileit als Schauspielerin im DEFA-Film Die Alleinseglerin. Drehbuchautorin Regine Sylvester hatte sie auf dem Cover der Zeitschrift FF dabei entdeckt und zu Probeaufnahmen eingeladen.

### BRD
Zur Überbrückung arbeitete Tina Powileit bis 1992 in einer Multisportanlage in einem großen Squash-Center am Tresen. Parallel spielte sie auf Anfrage von Delle Kriese als Aushilfe bei Fernsehauftritten der Wilderer Schlagzeug. So lernte sie Gerhard Gundermann kennen, der dort sang und Gitarre spielte. Auf der Rückfahrt vom letzten Konzert wünschte er sich weitere musikalische Zusammenarbeit mit ihr und rief sie anderthalb Jahren später wieder an. Ab 1992 bis zu dessen Tod war sie Schlagzeugerin der Band Gundermann und Seilschaft. Während ihrer zweiten Schwangerschaft wurde sie dabei von Kriese vertreten. Nach Gundermanns Tod 1998 ruhte die Musikkarriere vorerst, da die Band sich entschloss, nicht weiterzumachen. Powileit arbeitete erneut, diesmal in Festanstellung als stellvertretende Leiterin im Sportcenter. Anlässlich eines Gedenkkonzertes zum zehnjährigen Todestag von Gundermann fand sich die Band wieder zusammen. Seitdem ist sie wieder Schlagzeugerin der Band Die Seilschaft. Weiterhin stieg sie in folgende Bandprojekte ein: haase & band (2007), Liedgefährten (2015) und O’Sisters (2020).
2024 war Tina Powileit eine der Zeitzeuginnen und Vertreterinnen von DDR-Frauen im Dokumentarfilm Die Unbeugsamen 2 – Guten Morgen, Ihr Schönen!

### Familie
Tina Powileit war bis zu dessen Tod 2007 mit dem Bassisten Thomas Hergert, der ebenfalls zur Seilschaft gehörte, verheiratet. Sie ist Mutter von zwei Töchtern, geboren 1988 und 1994.

## Filmografie
- 1982: Femini – Rockband aus Berlin, Dokumentarfilm, Regie: Petra Tschörtner
- 1987: Die Alleinseglerin, Spielfilm, Regie: Herrmann Zschoche
- 2024: Die Unbeugsamen 2 – Guten Morgen, Ihr Schönen! Dokumentarfilm, Regie: Torsten Körner

## Auszeichnungen
- 1994: mit Die Seilschaft Jahrespreis der Liederbestenliste für den Song Sehnsucht nach dem Rattenfänger
- 1995: mit Die Seilschaft Preis der Deutschen Schallplattenkritik für das Album Frühstück für immer